# Мій друг — Мелекуш
«Мій друг — Мелекуш» — радянська туркменська кінокомедія 1972 року, режисерів Мухамеда Союнханова і Анатолія Карпухіна.

## Сюжет
Головний герой Алти Велладов безмежно любить ахалтекінців. Він шалено любить коня на ім'я — Мелекуш, який належить колгоспу. Мелекуш настільки чудовий, що його хочуть продати на аукціоні. Алти робить все щоб його улюбленого коня не відвезли за кордон.

## У ролях
- Какаджан Аширов — Алти
- Зоя Асрян — Дільбер
- Дурди Сапаров — Чари
- Акмурад Бяшимов — Бяшим
- Сари Карриєв — Баба-сейїс
- Джерен Ішанкулієва — Джерен
- Огулдурди Маммедкулієва — Марал
- Худайберди Ніязов — Мерген
- Амангельди Одаєв — Кочкули
- Шахіда Гафурова — Голчагул
- Гусейн Мурадов — начальник міліції
- Керім Ніязов — Овез
- Шукур Кулієв — пілот
- Хоммат Муллук — епізод
- Баба Аннанов — епізод
- Курбан Келджаєв — епізод

## Знімальна група
- Режисери — Анатолій Карпухін, Мухамед Союнханов
- Сценарист — Анна Пайтик
- Оператор — Усман Сапаров
- Композитор — Чари Нуримов
- Художник — Олександр Чернов